# Triinu Kivilaan
Triinu Kivilaan (ur. 13 stycznia 1989 w Viljandi), znana również jako Crazy-Turtle – estońska, wokalistka, muzyk i instrumentalistka.
Absolwentka liceum imienia Carla Roberta Jakobsona w Viljandi. Laureatka konkursu Miss Model Estonia 2004, gdzie zajęła trzecie miejsce.
W latach 2004 i 2005 basistka i wokalistka estońskiego zespołu Vanilla Ninja. W 2006 roku rozpoczęła karierę solową, która nie trwała zbyt długo. Obecnie mieszka w Szwajcarii w Bazylei i pracuje jako fryzjerka.
Ma młodszą siostrę Kerli, która również jest piosenkarką.

## Dyskografia
Single
- „Home” (2007, 03 Studio)
- „Fallen” (2008, 03 Studio)
- „Be with you” (2008, 03 Studio)[4]

Albumy
- Now and Forever (2008, 03 Studio)[5]